# Aleja Kasztanowa (Wilczyn)
Aleja Kasztanowa – droga położona w miejscowości Wilczyn, w Gminie Oborniki Śląskie. Biegnie południkowo przez miejscowość oraz przez Wilczyńskie Lasy.

## Położenie
Pod względem podziału administracyjnego droga przebiega przez Gminę Oborniki Śląskie w powiecie trzebnickim, województwie dolnośląskim (zobacz: podział administracyjny województwa dolnośląskiego). Punkt początkowy i końcowy leżą w obrębie ewidencyjnym wsi Wilczyn, przyczym punkt początkowy znajduje się w samej miejscowości, a punkt końcowy w lesie. Dalej droga biegnie w kierunku południowym do wsi Ozorowice, położonej w Gminie Wisznia Mała.
Droga przebiega przez Wzgórza Trzebnickie, będące mezoregionem o identyfikatorze 318.44 (według regionalizacji fizycznogeograficznej opracowanej przez Jerzego Kondrackiego), należące do Wału Trzebnickiego (makroregion o indeksie 318.4). W ramach tych Wzgórz Trzebnickich wyróżnia się także mikroregion przez który biegnie droga – Grzbiet Trzebnicki (indeks 318.444). W południowej części droga przebiega w obszarze Niziny Śląskiej (makroregion o indeksie 318.5), a w jej ramach na Równinie Oleśnickiej (mezoregion o identyfikatorze 318.56), w jej części nazywanej Równiną Oleśnicko-Bierutowską (mikroregion o identyfikatorze 318.561). Ponadto najbardziej na południe wysunięty odcinek drogi leży już w Pradolinie Wrocławskiej (mezoregion o identyfikatorze 318.52). Oba wyżej wymienione makroregiony leżą na Nizinie Środkowoeuropejskiej (prowincja o indeksie 31), a w jej obrębie na Nizinach Środkowopolskich (podprowincja o indeksie 318).

## Zakres pojęciowy
Formalnie, zgodnie z państwowym rejestrem nazw geograficznych, droga objęta tą nazwą biegnie od początku Alei Klonowej w Wilczynie, od jej skrzyżowania z ulicą Polną oraz ulica Parkową, do granicy gminy w Wilczyńskich Lasach, tj. do poprzecznej drogi biegnącej z Golędzinowa do Mienic. Jednakże na tym odcinku obowiązująca nazwa ulicy w Wilczynie to aleja Klonowa, której przebieg pokrywa się z przebiegiem zdefiniowanym w państwowym rejestrze nazw geograficznych dla Alei Kasztanowej. Z tego względu w części opracowań droga pomiędzy Wilczynem a Ozorowicami bywa oznaczana na terenie Gminy Oborniki Śląskie jako aleja Klonowa, a w części na terenie gminy Wisznia Mała jako Aleja Kasztanowa. W innych z kolei opracowania autorzy przypisują nazwę Aleja Kasztanowa dla całej drogi biegnącej pomiędzy tymi miejscowościami.

## Charakterystyka
Przebieg drogi jest południkowy. Łączy ona położony na północy Wilczyn, biegnąc przez kompleks leśny, z położonymi na południu Ozorowicami. Zieleń przy alei obejmuje szpalery składające się z kasztanowców, lip oraz klonów. Przecina się między innymi z rowem przeciwczołgowym z czasów II wojny światowej. Po stronie wschodniej od alei rozciągają się Lesiste Wzgórza.
Drogą, szczególnie w zakresie północnego odcinka, przebiegają, a także krzyżują się z nią, szlaki turystyczne w tym piesze i szlaki rowerowe oraz szlaki konne. Przy drodze znajdują się takie obiekty turystyczne jak punkty widokowe i miejsca odpoczynku.

## Nazwa
Nazwa własna – Aleja Kasztanowa – jest nazwą niestandaryzowaną, gdyż została ustalona i ujęta w państwowym rejestrze nazw geograficznych na podstawie wywiadu terenowego. Rejestr ten określa kategorię tego obiektu jako transport, a rodzaj obiektu jako drogę. W rejestrze tym przypisano jej identyfikator: PRNG – 235638, identyfikator IIP – PL.PZGiK.320.NGRP.235638. Podaje on następujące współrzędne geograficzne punktu początkowego: szerokość geograficzna – 51°16'58" N, długość geograficzna – 16°57'26" E; oraz punktu końcowego: szerokość geograficzna – 51°16'22" N, długość geograficzna – 16°57'39" E. Nazwa w rejestrze obowiązuje od 17.07.2013 r..